# Pedro Miralles Casals
Pedro Miralles Casals (Reus, 1909-†1991) fue un político español, alcalde de Reus entre 1947 y 1950.

## Biografía
Estuvo vinculado profesionalmente a la banca, donde ocupó cargos directivos. En 1929, como organizador en la comarca de la Juventud de Unión Patriótica, representó a la organización en la Asamblea general celebrada en Zaragoza. Posteriormente fue secretario del Centro Monárquico de Reus.
Durante la Segunda República fue secretario de la Comunión Tradicionalista en su ciudad y, entre 1935 y 1936, colaboró con el periódico carlista reusense de El Radical. Escribió también para el Diario de Reus y fue corresponsal comarcal de El Correo Catalán.
Movilizado en la guerra civil, desertó y pasó a la zona nacional por el frente del Ebro. Ocupada la ciudad de Reus, en 1939 era secretario local del Movimiento y en 1942 desempeñaba un cargo en la Delegación Provincial de Sindicatos. Posteriormente fue delegado provincial de Sindicatos en Navarra y jefe de la zona catalana del sindicato de Frutos y Hortalizas. Por su condición de antiguo tradicionalista, fue condecorado con la medalla de la Vieja Guardia.
En 1945 era inspector provincial y en 1947 fue nombrado alcalde de Reus y ocupó simultáneamente la concejalía de hacienda. Colaboró en el Diario Español, órgano de FET y de las JONS, dio conferencias de contenido político y publicó en 1948 El capitalismo, criminal de guerra y de paz.
En 1950 renunció a la alcaldía por discrepancias con algunas autoridades provinciales sobre el emplazamiento del campamento de milicias universitarias llamado "Los Castillejos", que consiguió que se ubicara en la zona de La Musara y de Arbolí o, según otras fuentes, por un fraude en unas subvenciones concedidas por la Comisaría del Paro para realizar obras de mejora en la ciudad.
Durante su mandato se inauguró un grupo de viviendas protegidas con la denominación de "José Antonio", conocido como Casas Baratas e impulsó reformas en la hospital. En 1948 se reabrió el Centro de Lectura gracias a su gestión y a la del concejal de cultura Ramon Barrera, y en 1949 se inauguró el Mercado Central de Reus, construido en terrenos del antiguo Teatro Circo. A partir de 1950 estuvo a viviendo entre Barcelona y Madrid. En 1959 publicó La crisis institucional de España.
Regresó a Reus algunos años antes de su muerte.